# Dodecaibidion brasiliense
Dodecaibidion brasiliense är en skalbaggsart som beskrevs av Martins 1962. Dodecaibidion brasiliense ingår i släktet Dodecaibidion och familjen långhorningar. Inga underarter finns listade i Catalogue of Life.